# PfSense
pfSense는 FreeBSD 기반의 방화벽/라우터 컴퓨터 소프트웨어 배포판이다. 오픈 소스 pfSense Community Edition(CE)과 pfSense Plus가 물리 컴퓨터나 가상 컴퓨터에 설치되면 네트워크를 위한 전용 방화벽/라우터롤 만들게 된다. 웹 기반 인터페이스를 통해 구성 또는 업그레이드가 가능하며 관리를 위해 기반이 되는 FreeBSD 시스템의 지식을 요구하지 않는다.